# Sandbeck Park
Sandbeck Park est une maison de campagne néo-palladienne à Maltby, dans le South Yorkshire, en Angleterre. La maison date du XVIIe siècle et a été largement agrandie et remaniée aux XVIIIe et XIXe siècles. La maison est classée Grade I avec Historic England et plusieurs dépendances sur le domaine sont également protégées. La maison est le siège des comtes de Scarbrough depuis le XVIIIe siècle. Le jardin, conçu par Lancelot Brown, est également classé Grade II*.

## Étymologie
Le nom Sandbeck - alternativement orthographié au XIIIe siècle comme Sandbec (1241), Sandebek (1276) et Sandebeck (1297) - vient du vieil anglais sand + vieux norrois bekkr (ruisseau) .

## Histoire
Le parc Sandbeck se trouve près de l'abbaye de Roche aujourd'hui en ruine, fondée en 1147 par des moines cisterciens, et à environ 3 kilomètres (2 mi) au sud-est de Maltby. Le terrain contient un grand bois, autrefois connu sous le nom de Roche Wood, qui s'appelle maintenant King's Wood .
La première mention de Sandbeck se trouve dans un document daté de 1222, dans lequel il est mentionné parmi les terres données par Alice (ou Alix), comtesse d'Eu à Robert de Vieuxpont et sa femme Idonea, fille et héritière de Jean de Busli. Idonea donne le manoir de Sandbeck aux moines de l'abbaye de Roche par acte notarié le jour de la Saint-Gilles (1er septembre) 1241 .
Cependant, cette donation est ensuite contestée sans succès par son petit-fils Robert de Vipont, entre 1238 et 1254, car un document existe avec des témoins certifiant que la donatrice était saine d'esprit. Le droit des moines au manoir est de nouveau contesté par Robert de Vipont en 1265, lorsqu'un jury conclut que l'abbé de Roche ne s'est pas « introduit dans le manoir de Sandbec » pendant une période de luttes de de Vipont en Angleterre, mais avait la possession de la propriété au préalable .
Après la dissolution des monastères entre 1536-1541, le manoir de Sandbeck est vendu à Richard Turke de Londres  , qui le vend à Robert Saunderson en 1552. Son fils Nicholas Saunderson, 1er vicomte Castleton construit une nouvelle maison ou ajoute à une structure existante c. 1626. "Nycholas Saunderson" est répertorié comme résidant à Sandbeck dès la fin du XVIe siècle. Un contrat daté de février 1626 appelle le maçon Richard Marshall d'Ashby, Lincolnshire à « entreprendre et commencer une nouvelle maison dudit Sir Nicholas Sanderson à Sandbeck dans le comté de Yorke où il est laissé et élève les murs rugueux, les cheminées et les extrémités des marteaux » tous les autres travaux de celui-ci appartenaient à la servitude d'un maçon grossier jusqu'à ce que tout le travail soit terminé avec l'érection des murs."  

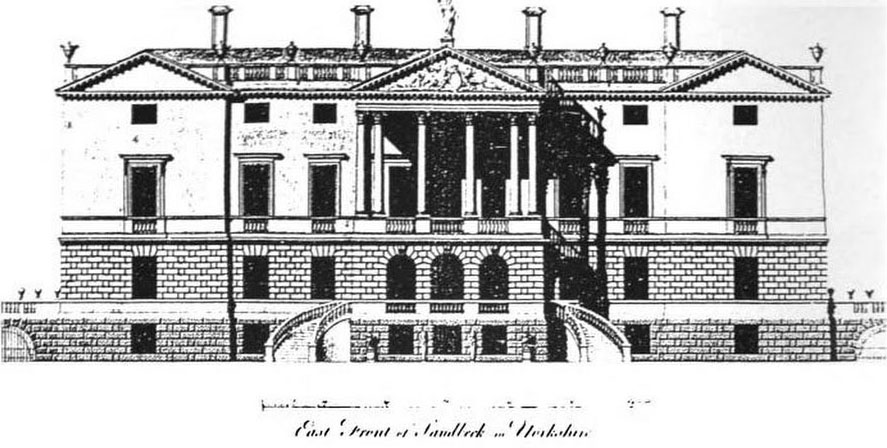
Un croquis de Sandbeck Park par l'architecte James Paine

En 1637, le deuxième vicomte Castleton reçoit une licence royale pour construire un parc à cerfs du roi Charles Ier. C'est la dernière licence royale locale connue accordée pour un parc à cerfs ,.
Sandbeck reste aux mains des Castleton jusqu'en 1723, date à laquelle le sixième vicomte, qui obtient le titre de comte en 1720, meurt sans héritier. Il lègue Sandbeck à son cousin maternel, Thomas Lumley-Saunderson (3e comte de Scarbrough), qui ajoute le nom de famille Saunderson par licence royale . Depuis lors, Sandbeck Park est le siège de la famille des comtes de Scarbrough.
Le quatrième comte engage l'architecte néoclassique James Paine pour reconstruire et agrandir considérablement la maison dans le style néo-palladien à la mode. Paine agrandit le bâtiment principal avec une nouvelle façade grecque et ajoute plusieurs dépendances, dont des guérites et des écuries en calcaire c. 1763–68. Il utilise la pierre de l'abbaye de Roche pour la construction de la maison .
En 1774, le quatrième comte charge Capability Brown de complètement aménager le terrain, signant un contrat pour lui payer 2 800 £ pour des travaux qui devaient durer jusqu'en 1777 . Brown accorde peu d'attention à l'importance archéologique de l'abbaye de Roche ; il « a largement démoli les bâtiments restants, a construit d'énormes terrasses en terre et a engazonné l'ensemble du site, ne laissant que les deux transepts comme éléments « romantiques » dans le parc." .
En 1857, le neuvième comte embauche William Burn pour remodeler et améliorer la maison. En 1869, Benjamin Ferrey fait construire une chapelle privée pour le comte. Une aile de service du XIXe siècle qui relie la maison à la chapelle Sandbeck est démolie en 1954.

## Aujourd'hui
La maison reste la résidence privée de l'actuel comte de Scarbrough. Le domaine de Sandbeck Park est d'environ 5 000 acres ,. Aujourd'hui, King's Wood est connu pour son abondance de Tilleul à grandes feuilles, le 11e comte ayant replanté en grande partie le King's Wood épuisé après la Seconde Guerre mondiale .

## Bâtiments classés

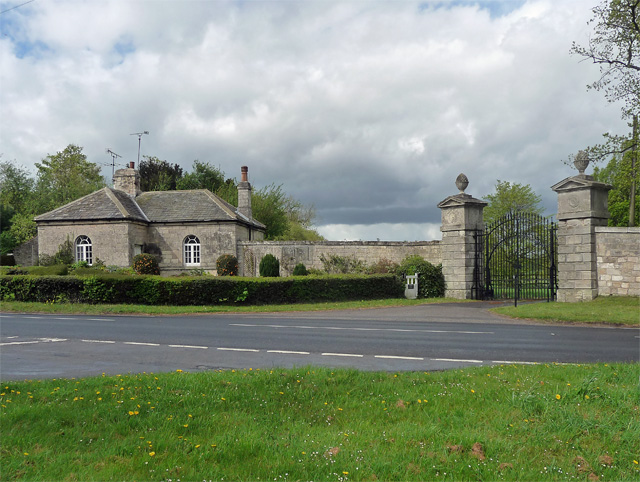
Gatehouse, conçu par James Paine

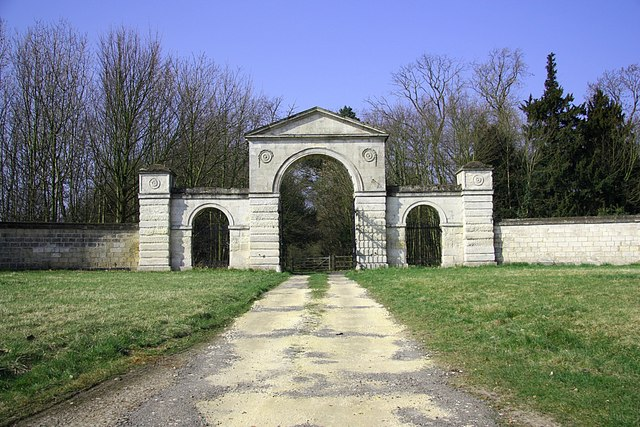
Passerelle de la colline de Malpas

- Écuries du parc Sandbeck (niveau II*)
- Jardin du parc Sandbeck (niveau II*)
- Passerelle de Malpas Hill (catégorie II*)
- Chapelle de Sandbeck (niveau II)
- Deux Ha-has (Grade II)
- Grange (niveau II)
- Glacière (niveau II)
- Maison de gardien (niveau II)
- Maison du garde-chasse (niveau II)
- Malpas Hill Cottages (niveau II)
- Gatepiers et mur à Roundhouse Lodge (grade II)
- Lodge Sandbeck (catégorie II)